# Reprezentacja Antyli Holenderskich w piłce nożnej mężczyzn
Reprezentacja Antyli Holenderskich w piłce nożnej – środkowoamerykańska reprezentacja narodowa założona w 1921 roku. Od 1932 roku należy do FIFA, a od 1988 roku do CONCACAF. W 1986 roku od zespołu odłączyła się Aruba, tworząc własną drużynę. Funkcjonowała do 10 października 2010 roku, kiedy to Antyle Holenderskie rozpadły się na mniejsze niezależne kraje. Następcą Antyli Holenderskich jest Curaçao.
Reprezentacja nigdy nie brała udziału w mistrzostwach świata ani w Złotym Pucharze CONCACAF, natomiast dwukrotnie wywalczyła trzecie miejsce na mistrzostwach CONCACAF (w 1963 i 1969). Przez cztery dni marca 1963 roku posiadała tytuł nieoficjalnego mistrza świata.

## Udział wMistrzostwach Świata
- 1930 – 1954 – Nie brały udziału
- 1958 – 2010 – Nie zakwalifikowały się

## Udział wZłotym Pucharze CONCACAF
- 1991 – Nie brały udziału
- 1993 – Wycofały się z eliminacji
- 1996 – 2000 – Nie zakwalifikowały się
- 2002 – Nie brały udziału
- 2003 – Nie zakwalifikowały się
- 2005 – Wycofały się z eliminacji
- 2007 – 2011 – Nie zakwalifikowały się

## Udział wPucharze Karaibów
- 1989 – Faza Grupowa
- 1990 – 1992 – Nie zakwalifikowały się
- 1993 – 1994 – Nie brały udziału
- 1995 – 1997 – Nie zakwalifikowały się
- 1998 – Faza Grupowa
- 1999 – Nie zakwalifikowały się
- 2001 – Nie brały udziału
- 2005 – Wycofały się w trakcie kwalifikacji
- 2007 – 2010 – Nie zakwalifikowały się